# Лук однолистный (Allium monophyllum)
Лук однолистный (лат. Allium monophyllum) — многолетнее травянистое растение, вид рода Лук (Allium) семейства Луковые (Alliaceae).

## Распространение и экология
В природе ареал вида охватывает горные районы Туркменистана и северные районы Ирана.
Произрастает на каменистых местах.

## Ботаническое описание
Луковица шаровидная, диаметром 1—1,5 см; наружные оболочки сероватые, бумагообразные. Стебель высотой 5—10 см, почти до зонтика погружен в землю, значительно короче листьев.
Лист одиночный, шириной 3—11 мм, линейно-ланцетный, острый, по краю шероховатый.
Чехол немного или в полтора раза короче зонтика, коротко заострённый. Зонтик полушаровидный, немногоцветковый. Цветоножки немного или в полтора—два раз длиннее околоцветника, равные, при основании без прицветников. Листочки почти звёздчатого околоцветника грязно-фиолетовые или розово-фиолетовые, с более тёмной жилкой, линейные, туповатые, после цветения вверх торчащие, длиной около 5—6 мм. Нити тычинок в полтора раза короче листочков околоцветника, при основании между собой и с околоцветником сросшиеся, наружные шиловидные.
Незрелая коробочка в полтора раза короче околоцветника.

## Таксономия
Вид Лук однолистный входит в род Лук (Allium) семейства Луковые (Alliaceae) порядка Спаржецветные (Asparagales).
|  |                                      |  |                                                             |                                                             |                   |  | ещё 24 семейства (согласно Системе APG II) | ещё 24 семейства (согласно Системе APG II) |                     |  |  |  | ещё более 870 видов |
|  |                                      |  |                                                             |                                                             |                   |  | ещё 24 семейства (согласно Системе APG II) | ещё 24 семейства (согласно Системе APG II) |                     |  |  |  | ещё более 870 видов |
|  |                                      |  |                                                             | порядок Спаржецветные                                       |                   |  |                                            |                                            | род Лук             |  |  |  |                     |
|  |                                      |  |                                                             | порядок Спаржецветные                                       |                   |  |                                            |                                            | род Лук             |  |  |  |                     |
|  | отдел Цветковые, или Покрытосеменные |  |                                                             |                                                             | семейство Луковые |  |                                            |                                            | вид Лук однолистный |  |  |  |                     |
|  | отдел Цветковые, или Покрытосеменные |  |                                                             |                                                             | семейство Луковые |  |                                            |                                            |                     |  |  |  |                     |
|  |                                      |  | ещё 44 порядка цветковых растений (согласно Системе APG II) | ещё 44 порядка цветковых растений (согласно Системе APG II) |                   |  |                                            | ещё около 300 родов                        | ещё около 300 родов |  |  |  |                     |
|  |                                      |  |                                                             | ещё 44 порядка цветковых растений (согласно Системе APG II) |                   |  |                                            |                                            | ещё около 300 родов |  |  |  |                     |